# Колев, Росен
Росен Росенов Колев (болг. Росен Росенов Колев; 4 июля 1990, София, Болгария) — болгарский футболист, защитник клуба «Дунав».

## Карьера
Воспитанник клуба ЦСКА (София). Профессиональную карьеру начал в 2010 году в клубе второй болгарской лиги «Бдин», где выступал на правах аренды. В том же году покинул ЦСКА и подписал контракт с другим клубом второй лиги «Ком-Миньор». Зимой 2011 года перешёл в клуб Высшей лиги «Черно море», за который выступал до 2013 года и отыграл 63 матча. Зимой 2014 года стал игроком клуба «Любимец 2007», однако провёл за команду лишь 3 игры. Летом того же года перешёл в «Ботев», в составе которого дебютировал в отборочной стадии Лиги Европы, сыграв в матче против австрийского «Санкт-Пёльтен». Летом 2015 года Колев переехал в Россию, где подписал контракт с нижегородской «Волгой», выступавшей на тот момент в ФНЛ. В команде провёл один сезон, отыграл 20 матчей и забил 1 гол. Летом следующего года перешёл в другой клуб лиги красноярский «Енисей», где провёл ещё 14 матчей. В июле 2017 года, после окончания контракта с «Енисеем», подписал контракт с клубом «Гонконг Пегасус».